# 豊倹院
豊倹院（ほうけんいん、生没年不詳）は、江戸幕府13代将軍徳川家定の側室。名は志賀（しが）。父は旗本の堀利邦。法名は満倹院とも。

## 生涯
病弱な家定から大奥中でも唯一、側室となる寵愛を受けた。家定没後は桜田御用屋敷に移るが、慶応年間に豊倹院の部屋が大奥に存在したことがわかっており、しばらくして大奥に戻っていたとも言われる。
家定の菩提を弔う余生を送り明治維新に至ったというが、一方で身の回りの贅沢品を持って郷里で裕福な生活を送ったともいい、はっきりしない。明治初年ころに没したという。

## 関連作品
漫画
- 『大奥』（白泉社、よしながふみ）

テレビドラマ
- 『篤姫』（NHK大河ドラマ、2008年、演：鶴田真由）